# Colin Irwin
Colin Thomas Irwin (Liverpool, 9 febbraio 1957) è un ex calciatore inglese, di ruolo difensore.

## Caratteristiche tecniche
Giocava nel ruolo di difensore centrale.

## Palmarès

### Competizioni internazionali
- Coppa dei Campioni: 1

Liverpool: 1980-1981